# Жабреев, Александр Сергеевич
Александр Сергеевич Жабреев (род. 24 марта 2000, Лесной, Свердловская область) — российский хоккеист, нападающий.

## Клубная карьера
Начинал играть в хоккей с четырёх лет, выступая за местную команду «Космос». В возрасте 7 лет пришёл в хоккейную школу «Белые медведи». После 8 класса переехал из Челябинска в Санкт-Петербург, где начал своё выступление за МХК «Динамо Санкт-Петербург». Свою первую шайбу забросил 15 сентября 2016 года в матче регулярного чемпионата Молодёжной хоккейной лиги против «Локо». В 2019 году начал выступление за «Динамо» СПб, параллельно играя и в молодёжной команде. 2 сентября 2021 года дебютировал в КХЛ за «Сочи» в игре против «Амура». В следующей же игре забил дебютную шайбу в КХЛ, поразив ворота «Витязя».
7 июля 2022 года в результате обмена перешёл в «Северсталь» к тренеру Андрею Разину, контракт был заключён до 30 апреля 2024 года. Дебютировал 22 сентября в домашнем матче против «Динамо Москва» (1:3). Свою первую шайбу за команду забросил 16 октября в матче против «Сочи» (2:1). По итогам регулярного сезона чемпионата КХЛ 2022/2023 набрал 2+1 по системе гол + пас. Перед сезоном 2024/25 вернулся в «Динамо».

## Статистика
| Сезон   | Команда        | Лига | И   | Г  | П   | О   | Штр |
| ------- | -------------- | ---- | --- | -- | --- | --- | --- |
| 2016/17 | МХК Динамо СПБ | МХЛ  | 32  | 5  | 7   | 12  | 0   |
| 2017/18 | МХК Динамо СПБ | МХЛ  | 47  | 15 | 21  | 36  | 12  |
| 2018/19 | МХК Динамо СПБ | МХЛ  | 68  | 21 | 38  | 59  | 8   |
| 2019/20 | МХК Динамо СПБ | МХЛ  | 44  | 15 | 38  | 53  | 22  |
| 2019/20 | Динамо СПБ     | ВХЛ  | 7   | 1  | 2   | 3   | 0   |
| 2020/21 | Динамо СПБ     | ВХЛ  | 67  | 9  | 22  | 31  | 16  |
| 2021/22 | Сочи           | КХЛ  | 40  | 2  | 9   | 11  | 4   |
|         | Всего          |      | 305 | 68 | 137 | 205 | 62  |

## Карьера в сборной
В составе юниорской сборной России взял бронзовую медаль на зимних юношеских Олимпийских играх 2016 в норвежском Лиллехаммере. В составе этой же сборной в 2018 году был участником юниорского чемпионата мира, где провёл 5 матчей и набрал 1+3 по системе гол+пас.

## Достижения
- Бронзовый призёр зимних юношеских Олимпийских игр: 2016